# Distretto di Sajhan-Ovoo
Il distretto di Sajhan-Ovoo è uno dei quindici distretti (sum) in cui è suddivisa la provincia del Dundgov', in Mongolia. Conta una popolazione di 2.551 abitanti (censimento 2007). 